# Mobile Telephone Switching Office
MTSO è l'acronimo di Mobile Telephone Switching Office, equivalente mobile della rete PSTN.  L'MTSO contiene due meccanismi, uno di commutazione o MSC a sua volta acronimo di Mobile Switching Center, necessario ad all'instradamento delle chiamate e l'altro responsabile del controllo delle celle collegate all'MSC.
I sistemi componenti l'MTSO sono il cuore del sistema cellulare, responsabili dell'interconnessione tra i dispositivi mobili e la linea a commutazione di pacchetto PSTN.
In una rete cellulare, vedi anche GSM, D-AMPS, PDC e CDMA, sono richiesti diversi MTSO, collegati gerarchicamente ad un secondo MTSO di livello superiore ed agiscono come centrali locali del sistema telefonico.
L'MTSO deve dunque comunicare con: la linea di terra (rete PSTN) la tradizionale linea telefonica; con le stazioni radio base BTS acronimo di Base Station Transceiver (il centro della cella telefonica), che a sua volta comunica con i telefoni cellulari ed infine è interconnesso con altri MTSO. Già in questa elevata interconnettività, è evidente quanto sia centrale il ruolo del MTSO, ma non limitato a quanto esposto, infatti la sua attività include la gestione delle risorse, come l'assegnazione o riassegnazione delle frequenze e dei canali, il processo di handoff, l'identificazione, registrazione, localizzazione del telefono mobile, instradamento (routing) della chiamata, funzioni svolte in parte con l'ausilio del suo CBM/SDM.